# Lavrentia
Lavrentia (Russisch: Лаврентия, Tsjoektsjisch: Кытрын; Kytryn; "kaap", "landtong", Siberisch Yupik: Ӄышы; Qysjy) is een dorp (selo; vroeger posjolok) in het noordoosten van de Russische autonome district Tsjoekotka. Lavrentia ligt in het zuiden en vormt het bestuurlijk centrum van het district Tsjoekotski.

## Geografie
De plaats ligt aan de zuidelijke kust van het Tsjoektsjenschiereiland, aan de zuidwestelijke oever van de Golf van Lavrentia van de Beringstraat, ten westen van Kaap Chargilach, tegenover de vroegere plaats Pinakoel. Lavrentia ligt op ongeveer 600 kilometer ten noordoosten van Anadyr.
Lavrentia heeft een onverharde verbinding met Lorino ongeveer 40 kilometer westelijker en de nu onbewoonde plaats Akkani ongeveer 20 kilometer zuidwestelijker, ten westen van Kaap Krigoegon (Krigoejgoen). Iets ten zuiden van het dorp ligt de regionale luchthaven Golf van Lavrentia die een lijndienst heeft met Anadyr.

## Geschiedenis
De Golf van Lavrentia werd in 1746 ingetekend op de kaart door Timofej Perevalov. Haar naam kreeg ze 32 jaar later toen James Cook de baai aandeed op de feestdag van de heilige Laurentius (Russisch: Lavrenti), dezelfde naam die hij ook aan een naburig eiland gaf. In 1927 (of 1928) werd hier een Tsjoektsjische koeltbaza (communistisch centrum voor o.a. onderwijs en propaganda) opgezet in het kader van de collectivisatie waarmee Lavrentia de nieuwste plaats van het hele district is. In 1930 was het even centrum van het district, maar deze status werd pas officieel vastgesteld in 1942, toen deze verplaatst werd vanuit Oeëlen. Een jaar eerder werd de koeltbaza opgeheven. De ontwikkeling van het dorp hing grotendeels samen met de ontwikkeling van de luchthaven Golf van Lavrentia, die werd ingezet tijdens de Tweede Wereldoorlog. In de jaren 1950 werden een aantal dorpen, zoals Akkani, Jandogaj en Naoekan opgeheven en de inwoners (deels) naar Lavrentia verplaatst.

## Demografie
Lavrentia heeft 1668 inwoners (2009). Bij de volkstelling van 1989 woonden er nog 3.012 mensen. In 2003 woonden er nog slechts 1.007 mensen, waaronder 711 Tsjoektsjen en andere 'inheemse' volken. Veel inwoners zijn aan de drank, wat veel problemen meebrengt.

## Voorzieningen
Het dorp heeft een aantal districtoverheidsgebouwen, een middelbare school, bibliotheek, houten kerk ('Heilige Aartsengel Michaëlkerk') ziekenhuis, postkantoor, drogisterij, cultureel centrum (Dom Koeltoera) en streekmuseum (opgericht in 1969).
Het streekmuseum, dat in 1994 de status van 'nationaal museum' kreeg, is gericht op inheemse geschiedenis en cultuur en bevat exposities over Oeëlen en Ekven. Tot de collectie behoren ook een aantal "gevleugelde objecten"; vlindervormige walrusivoren werktuigen, waarvan aanvankelijk onbekend was welk doel ze dienden. Hierdoor ontstonden drie theorieën; volgens sommigen waren ze onderdeel van een staf, volgens anderen hadden ze een religieuze betekenis en weer anderen dachten dat ze alleen esthetische waarde hadden. Uit onderzoek naar de aerodynamica van de objecten bleek echter dat de vorm veel leek op die van moderne vliegtuigvleugels en daarop werd de hypothese opgeworpen dat ze werden gebruikt voor het verbeteren van de vlucht van draaibare harpoenen, hetgeen ondersteund wordt door een vondst van een harpoen met een 'gevleugeld object' er nog aan bevestigd.

## Bezienswaardigheden
Elk jaar wordt in juli of augustus de regatta Beringia gehouden met baidara's en kano's die de rest van het jaar voor de walvisvaart worden gebruikt. In augustus of september wordt het walvisfestival gehouden met diverse wedstrijden in traditionele sporten en met optredens van inheemse groepen artiesten.
Halverwege Lavrentia en Lorino liggen de Lorinose heetwaterbronnen, waarin kan worden gezwommen en waar zich een kas en een klein hotel bevinden. Ten zuiden van Lavrentia, ten oosten van Kaap Krigoegon ligt het (net als Akkani) in de 20e eeuw als 'perspectiefloos' gesloten dorp Jandogaj (Jandagaj; bewoners hervestigd in Lorino), dat bewoond werd vanaf het eerste millennium.
Bestuurlijk centrum: Lavrentia

Enoermino · Intsjo-oen · Lorino · Nesjkan · Oeëlen